# David Fenyő
David Fenyö är en ungersk-svensk-amerikansk beräkningsbiolog och fysiker. Han är för närvarande professor vid institutionen för biokemi och molekylär farmakologi vid NYU Langone Medical Center.  Fenyös forskning fokuserar på utveckling av metoder för att identifiera, karakterisera och kvantifiera proteiner, samt på integration av data från flera modaliteter inklusive masspektrometri, sekvensering och mikroskopi.

## Forskning och karriär
Fenyö studerade teknisk fysik, med inriktning på matematiska och numeriska metoder, vid Uppsala universitet. Efter att ha avlagt civilingenjörsexamen 1987 började han på Bo Sundqvists laboratorium vid Uppsala universitet och studerade mekanismerna för jon-fastämnesinteraktion både experimentellt, och teoretiskt, samt med hjälp av molekylär dynamiksimulering och Monte Carlo-simuleringar. 1991 disputerade han i fysik.
Han genomförde sedan sina postdocstudier vid Rockefeller University hos Brian Chait, där han utvecklade algoritmer för att analysera proteomikdata erhållna med masspektrometri, utvecklade en statistisk metod för proteinidentifiering, och tillämpade modellering och simuleringar för att optimera experimentell design för proteomik och studera replikering i jäst.
Fenyö var 1997 med och grundade bioinformatik-startupen ProteoMetrics, LLC. Han fungerade som VD för företaget samt utvecklade mjukvarusystem för automatiserad analys av storskalig proteomikdata fram till 2002. Därefter tjänstgjorde han först som proteomikchef på Genomic Solutions, och sedan som staff scientist och produktchef på Amersham Biosciences och GE Healthcare innan han återvände till Rockefeller University 2005. 2010 började han på NYU Langone Medical Center.
Fenyö är medlem i de redaktionella rådgivande nämnderna för Molecular and Cellular Proteomics och Proteome Science. Han sitter i de vetenskapliga rådgivande nämnderna för the Global Proteome Machine, BC Proteome Network, Proteome Software, Protein Metrics and Denator AB. Han är även medlem i styrelsen för US Human Proteome Organization (USHUPO).